# アトリエフォンテーヌ
アトリエフォンテーヌは、東京都港区にあった劇場である。2012年6月、閉館した。

## 概要
1974年に開場し、客席は可動式のパイプ椅子。109席。作曲家のいずみたくが「日本にミュージカルを定着させたい。そのためには自分で上演出来る場所が欲しい」という思いから、自社ビルの地下に作った劇場 。こけら落としは黒柳徹子・島田裕子による「二重唱」。劇中歌は、後にテレビ番組『徹子の部屋』のテーマ曲となった。
いずみたくによるミュージカル公演のほか、貸し劇場として稼働していた。建物の老朽化により、2012年6月のミュージカルカンパニー イッツフォーリーズ劇団企画公演「歌のことづて」で閉館となった。